# Liste der Monuments historiques in Dossenheim-sur-Zinsel
Die Liste der Monuments historiques in Dossenheim-sur-Zinsel führt die Monuments historiques in der französischen Gemeinde Dossenheim-sur-Zinsel auf.

## Liste der Bauwerke
| Bezeichnung | Beschreibung                                            | Standort | Kennzeichnung | Schutzstatus | Datum | Bild           |
| ----------- | ------------------------------------------------------- | -------- | ------------- | ------------ | ----- | -------------- |
| Hüneburg    | neuromanische Burg, ab 1934, Entwurf Karl Erich Loebell | (Lage)   | PA67000070    | Inscrit      | 2007  | weitere Bilder |